# Нова стварност
Нова стварност (нем. „Neue Sachlichkeit“) обележава уметнички правац у сликарству, литератури, филмској уметности и архитектури који је био важан за Немачку у 20.-тим годинама 20. века. Термин је створио критичар Густав Фридрих Хартлауб после ретроспективне изложбе у Манхајму 1925. године. Из погледа историје уметности нова стварност се налази између експресионизма из којег се развила и дадаизма и суреализма. Имала је велики утицај на социјалистички реализам. Њен развој је био прекинут наступањем нацизма.

## Неки од представника
- Ото Дикс (Otto Dix)
- Ото Грибел (Otto Griebel)
- Георг Грос (George Grosz)
- Вилхелм Шмид (Wilhelm Schmid)
- Георг Шолц (Georg Scholz)
- Густав Вундервалд (Gustav Wunderwald)